# 柏野尊徳
柏野 尊徳（かしの たかのり、1984年6月25日 - ）は、日本の起業家、研究者、エンジェル投資家。アイリーニ・マネジメント・スクール代表。

## 略歴
岡山県出身。2010年慶應義塾大学総合政策学部入学、1年間飛び級し2015年慶應義塾大学大学院政策・メディア研究科修士課程修了。2010年岡山大学大学院自然科学研究科非常勤講師、2015年慶應義塾大学SFC研究所上席所員、2021年よりケンブリッジ・ジャッジ・ビジネス・スクール在籍。デザイン思考の普及に努める慶應義塾大学SFCデザイン思考研究会を2012年3月に、一般社団法人デザイン思考研究所を2013年7月にそれぞれ設立。専門はイノベーション/起業家精神/デザイン思考。

## 受賞歴
2010年11月 慶應義塾大学湘南藤沢学会 第8回研究発表大会 一般研究発表 優秀論文賞 「善はどこへ行った？：ソクラテス哲学における善悪の概念は現代の日本においてどのような価値を持つのか」

## 論文/学会発表
- The Nature-Culture-Structure Paradigm of How Design Contributes to Sustainable Advantages at the Organizational Level, Strategic Management Society Special Conference, Berkeley. 2020
- Market Orientation and New Product Differentiation: the Moderating Role of Human-Centered Design Process, Journal of Innovation Product Management Research Forum 2018
- Transformation toward Design-driven Firms, QUIS15, 2017
- 新しい経験を生みだすデザイン思考 情報処理学会 第77回 全国大会 2015
- 「善はどこへ行った？：ソクラテス哲学における善悪の概念は現代の日本においてどのような価値を持つのか」  慶應義塾大学湘南藤沢学会, 2010

## 書籍/メディア掲載
- 『世の中に新しい価値をつくる教室』ディスカヴァー・トゥエンティワン 2013
- 『実践デザイン・シンキング』日経BP 2014
- 『デザインシンキング入門』日経BP 2016
- 『「人間中心」 と共に 「自然や社会との調和」 も考える』日経デザイン2019年1月号 日経BP
- 『我が国におけるデザイン思考導入に向けた組織課題と解決の方向性』行政&情報システム  2017年8月
- 『インサイトから共感が始まる: 不確実な世界を切り拓くイノベーション手法』 月刊ビジネスサミット  2016年12月
- 『デザイン思考アプローチの共感フェーズの重要性』 日本バリュー・エンジニアリング協会  2015年4月
- 『地頭が劇的に良くなる スタンフォード式 超ノート術』（2021年3月、SBクリエイティブ、ISBN 978-4-8156-0904-7）